# Edmundo Gardolinski
Edmundo Gardolinski(1914-1974), de ascendência polonesa, foi o engenheiro civil responsável pela construção da Vila_do_IAPI. Como fotógrafo amador, dedicou-se a estudar e documentar a história da colonização e imigração polonesa. Constituiu um acervo manuscrito e fotográfico extremamente rico sobre a construção da Vila do IAPI e a imigração polonesa no Rio Grande do Sul. Escreveu vários artigos que foram publicados no Brasil e no exterior e que são hoje fonte e referência importante para pesquisadores e historiadores da Imigração Polonesa no Brasil. 

## Biografia
Edmundo Gardolinski nasceu em 22 de abril de 1914, no município de São Matheus do Sul, Paraná. Era filho de Maria e Mariano Gardolinski, imigrantes poloneses. Seu pai, professor de primeiras letras e tenente do exército austríaco, veio ao Brasil como funcionário do Consulado Austríaco no Rio de Janeiro. A família estabeleceu-se primeiramente em Três Barras, SC, mas mudou-se para São Mateus do Sul em 1912 para acompanhar os fluxos dos colonos. Tinha um contrato de um ano para dar aulas aos poloneses nascidos no Brasil. Findo o contrato, permaneceram no Brasil.
Com o incentivo de seus pais, Gardolinski fez seus estudos secundários no Colégio bilingue polonês Henrique Sienkiewicz em Curitiba e diplomou-se Engenheiro Civil, Pontes e Arquitetura pela Faculdade de Engenharia do Paraná em 1938. Sua tese de conclusão versava sobre habitações populares. Enquanto estudante da graduação, para não onerar seus pais, deu aulas particulares e trabalhou como topógrafo e engenheiro auxiliar da 9ª Região Aeronáutica na construção de diversos campos de aviação no Paraná e Santa Catarina. Foi um dos condutores do aeroporto de Blumenau. 
Em 1945 casou-se com D. Zenóbia (Zenia) Gardolinski, filha de Walery e Janina Wróblewski. Tiveram 3 filhos: Stela Maria, nascida no dia 24 de março de 1946; Edmundo Jr., nascido em 10 de Outubro de 1947 e André, nascido em 10 de Janeiro de 1949. 

## Vila Operária do IAPI
Em 1941, na função de engenheiro das Obras Públicas do governo do estado do Rio Grande do Sul foi responsável por idealizar e acompanhar a construção da Vila do IAPI nos arredores de Porto Alegre, no bairro Passo d'Areia, um dos projetos mais modernos da época e o primeiro condomínio do continente: com 2.533 unidades residenciais, parque esportivo, estação de tratamento de esgotos, 40 lojas comerciais e escolas, abrangendo uma área de 70 hectares,15 km de ruas pavimentadas. A Vila do IAPI veio a ser “o conjunto popular mais bem sucedido de quantos foram executados em Porto Alegre e um dos mais bem sucedidos a nível de Brasil.”(Degani, 2003)[2].

## Legado Obras Públicas
Além da construção da Vila Iapi, o engenheiro atuou no acompanhamento da obra do Edifício Sede do Iapi, na avenida Borges de Medeiros, do Hospital do Médico, na reforma da Igreja Nossa Senhora de Częstochowa, na construção da igreja Nossa Senhora de Fátima, na Vila do Iapi, e na escola que hoje leva seu nome.

## Acervo
Gardolinski foi também um dos pioneiros no estudo da história da imigração e colonização polonesa no Brasil. Pesquisou arquivos governamentais e particulares e localizou diversos núcleos de colonização polonesa no Rio Grande do Sul e outros estados. Realizou entrevistas, coletou fontes e documentou através de fotografias a vida cotidiana dos imigrantes.
Escreveu extensos artigos sobre o tema da imigração polonesa em revistas e jornais gaúchos e paranaenses e foi colaborador da Enciclopédia Rio-Grandense com o artigo "Imigração e Colonização Polonesa". Seus textos também foram publicados na Polônia, através da Academia de Ciências de Varsóvia e e na revista francesa Kultura. Seu estudo, Escolas da Colonização Polonesa no Rio Grande do Sul, publicado postumamente em co-edição da Escola Superior de Teologia São Lourenço de Brindes e Universidade de Caxias do Sul, integra a coleção Imigração Polonesa.
Seu extenso arquivo documental e fotográfico foi doado pela família de Gardolinski, após seu falecimento, em 1974, ao Núcleo de Pesquisa Histórica da UFRGS, onde está sendo catalogado. 
Recebeu inúmeras condecorações por serviços prestados à comunidade polonesa. Em 2014, a prefeitura de São Mateus do Sul organizou uma exposição da obra de Gardolinski, destacando sua importância na preservação da memória dos núcleos coloniais poloneses.

## Publicações
ESCOLAS DA IMIGRAÇÃO POLONESA NO RIO GRANDE DO SUL. Porto Alegre: ESTSLB; Caxias do Sul: UCS, 1976. (Coleção imigração pol., 4).
Em 1972, participou do V Encontro Estadual de Professores e Pesquisadores em Antropologia e Arqueologia sob tema geral “A IMIGRAÇÃO POLONESA E SUA CONTRIBUIÇÃO À CULTURA BRASILEIRA”. Sua palestra - ALGUNS ASPECTOS DA IMIGRAÇÃO E COLONIZAÇÃO POLONESA NO RIO GRANDE DO SUL - foi reproduzida e enviada aos principais centros de Antropologia do Estado.
Z DZIEJÓW KOLONIZACJI POLSKIENW BRAZYLII(Dos efeitos da Colonização Polonesa no Brasil) Problemy Polonii Zagraniczej, Varsóvia, 1961, v.II.
PIONIERZY POLACY W STANIE RIO GRANDE DO SUL(Pioneiros Poloneses Do Rio Grande Do Sul). Problemy Polonii Zagraniczej, Varsóvia, 1960, v.VI 
POLACY W WYBRZEZU I W SERRA DOSUDESTE. Kalendarz Lud, 1959.
POLSKA GRUPA ETNICZNA W REGIÃOMISSIONEIRA.Kalendarz Lud, 1958.